# 2019年世界水泳選手権エスワティニ選手団
2019年世界水泳選手権エスワティニ選手団は、2019年7月12日から7月28日まで韓国の光州で開催された第18回世界水泳選手権のエスワティニ選手団、およびその競技結果。国名を「エスワティニ」と改称してから初めての世界水泳選手権への参加であった。

## 選手団
- 人員: 選手 3人

## 選手名簿・結果
| 選手               | 種目               | 予選      | 予選  | 準決勝   | 準決勝   | 決勝     | 決勝     |
| 選手               | 種目               | 結果      | 順位  | 結果     | 順位     | 結果     | 順位     |
| ------------------ | ------------------ | --------- | ----- | -------- | -------- | -------- | -------- |
| マーク・ホアレ     | 男子50m自由形      | 25秒76    | 108位 | 予選敗退 | 予選敗退 | 予選敗退 | 予選敗退 |
| マーク・ホアレ     | 男子100m自由形     | 59秒27    | 111位 | 予選敗退 | 予選敗退 | 予選敗退 | 予選敗退 |
| シマンガ・ドラミニ | 男子50mバタフライ  | 28秒64    | 79位  | 予選敗退 | 予選敗退 | 予選敗退 | 予選敗退 |
| シマンガ・ドラミニ | 男子100mバタフライ | 1分02秒39 | 75位  | 予選敗退 | 予選敗退 | 予選敗退 | 予選敗退 |
| ロビン・ヤング     | 女子50m背泳ぎ      | 33秒54    | 39位  | 予選敗退 | 予選敗退 | 予選敗退 | 予選敗退 |
| ロビン・ヤング     | 女子100m背泳ぎ     | 1分13秒97 | 59位  | 予選敗退 | 予選敗退 | 予選敗退 | 予選敗退 |